# Manilkara kanosiensis
Manilkara kanosiensis е вид растение от семейство Sapotaceae. Видът е застрашен от изчезване.

## Разпространение
Разпространен е в Индонезия (Малуку) и Папуа Нова Гвинея (Бисмарк).